# Линдстрём, Вели-Матти
Вели-Матти Олави Линдстрём (фин. Veli-Matti Olavi Lindström; род. 15 ноября 1983 года) — финский прыгун с трамплина. Призёр Олимпийских игр в командном первенстве.

## Карьера
В кубке мира Вели-Матти Линдстрём дебютировал в первый день 1999 года на этапе Турне четырёх трамплинов в Гармиш-Партенкирхене где занял 47-е место. Всего в том сезоне участвовал в четырёх этапах Кубка мира и очков не набирал. В 1999 и 2000 годах завоёвывал серебряные и бронзовые медали молодёжного чемпионата мира в командном турнире. В 2001 году выиграл на молодёжном первенстве как личное, так и командное первенство.
В начале сезона 2000/01 занял шестое место на домашнем этапе в Куопио, завоевав свои первые кубковые очки. В том же сезоне, но в начале марта впервые поднялся в тройку лучших на этапе, став вторым на полётном этапе в немецком Оберстдорфе.
В олимпийском сезоне 2001/02 Линдстрём регулярно попадал в кубковые очки, был призёром этапа в Виллингене и закономерно попал в состав олимпийской сборной Финляндии. На Олимпийских играх Линдстрём показал пятый результат на нормальном трамплине и неудачно выступил на большом трамплине (37-е место). В командном турнире Вели-Матти прыгал вторым в своей сборной и во многом его неудачные попытки не позволили финнам выиграть золото, проиграв немцам минимально возможные 0,1 балла.
В 2003 году во время чемпионата мира в Валь-ди-Фьемме Линдстрём выступал только в личном турнире на нормальном трамплине и занял 8-е место. Этот старт оказался единственным в карьере финна на чемпионатах мира. В 2004 году в составе команды завоевал «серебро» на чемпионате мира по полётам в словенской Планице. В том же сезоне показал лучший результат в карьере в общем зачете (15-е место).
В следующих сезонах не показывал высоких результатов, нерегулярно выступал в Кубке мира, выступал в континентальном кубке. Завершил карьеру в 2012 году.